# Валентин Йорданов
Валентин Димитров Йорданов е български състезател по свободна борба, седемкратен европейски и седемкратен световен шампион. Олимпийски шампион на олимпиадата в Атланта през 1996 г. в категория до 52 кг.

## Биография
Роден е на 26 януари 1960 г. в с. Сандрово, Русенско. През 1970 г. започва да тренира под ръководството на Георги Ачев, с когото работи до завършването на Средно спортно училище „Майор Атанас Узунов“ в Русе (1978).
Служи като войник в Спортна школа „ЦСКА“ (1978 – 1980), като треньор му е Янчо Патриков. Продължава да се състезава за СК „ЦСКА“ до 1990 г.
Заминава за САЩ, където се състезава в отбора Foxcatcher на Джон Дюпон. В завещанието си Джон Дюпон завещава 80% от собствеността си на Валентин Йорданов и неговите роднини
Завършва висше образование в Националната спортна академия със специалност треньор по борба. От 2001 г. е член на Българския олимпийски комитет. На 11 ноември 2005 г. е един от тримата кандидати за председател на комитета. Избран е за заместник-председател и отговаря за олимпийската подготовка и за програма „Олимпийска солидарност“. Председател на Българската федерация по борба в период от 19 години – до 2017 година, когато е заменен от Христо Маринов.

### Постижения
Олимпийски титли:
- Златен медал от летните олимпийски игри в Атланта през 1996 г.
- Бронзов медал от летните олимпийски игри в Барселона през 1992 г.
- Избран за борец на 20 век от Международната федерация по борба

Световни титли:
- седем златни медала от първенствата в Киев (1983), Будапеща (1985), Клермон Феран (1987), Мартини (1989), Торонто (1993), Истанбул (1994) и Атланта (1995).
- два сребърни медала от Токио (1990) и Варна (1991).
- бронзов медал от Будапеща (1986).

Европейски титли:
- седем златни медала от Варна (1982), Будапеща (1983), Лайпциг (1985), Атина (1986), Велико Търново (1987), Манчестър (1988) и Анкара (1989).
- сребърен медал от Йонкьопинг (1984).
- бронзов медал от Лодз (1981).

### Награди
- Спортист №1 на България за 1989 г.
- Спортист №2 на България за 1996 г.
- Спортист №3 на България за 1987, 1994 и 1995 г.
- В Топ 10 при определяне на най-добър спортист на България за 1983, 1985 и 1993 г.
- Награден с орден „Стара планина“ I степен „за изключителните му заслуги към българския спорт“ (2010). /С Указ издаден на 17 юни 2010 г./